# Felice di Dunwich
Felice di Dunwich, o anche Felice di Borgogna (Borgogna, VI secolo – Dunwich, 8 marzo 647), è stato un vescovo britannico di origine borgognona. È venerato come santo.
Egli fu il primo vescovo dell'Anglia orientale. È unanimemente ritenuto come colui che introdusse il cristianesimo nel Regno dell'Anglia orientale. Quasi tutto ciò che sappiamo su di lui proviene dall'Historia ecclesiastica gentis Anglorum di Beda il Venerabile (completata dall'autore verso il 731) e dalla raccolta annalistica Cronaca anglosassone, di autori vari. Beda loda Felice per aver liberato «… tutte le province dell'Anglia orientale da perduranti ingiustizia ed infelicità».

## Biografia

### Formazione e primi anni
Felice proveniva dal regno franco di Borgogna, sebbene il suo nome impedisce agli storici di definirne con certezza la nazionalità. Secondo Beda il Venerabile, egli venne ordinato in Borgogna.
È possibile che Felice fosse coinvolto nell'attività dei missionari irlandesi in Francia, che aveva il suo nucleo principale proprio nella Borgogna e che si riferiva particolarmente a san Colombano e all'Abbazia di Luxeuil. San Colombano era giunto in Francia verso il 590 dopo aver lasciato l'Abbazia di Bangor con dodici confratelli ed essere andato in esilio volontario. Dopo il suo arrivo, egli venne incoraggiato a rimanere e verso il 592 si stabilì ad Annegay, ma fu costretto a trovare un luogo alternativo per un monastero a Luxeuil, quando laici ed ammalati si affollavano dinnanzi a lui e ai suoi compagni per chiedere consigli.
Il collegamento fra la dinastia governante dei Wuffinga e la badessa Burgundofara dell'Abbazia di Faremoutiers fu un esempio della collaborazione che esisteva a quel tempo fra la Chiesa dell'Anglia Orientale e l'insediamento religioso in Francia. Tale collaborazione era in parte dovuta al lavoro di Colombano e dei suoi discepoli a Luxeuil: insieme ad Eustasio, il suo successore, Colombano ispirò Burgundofara a fondare l'Abbazia di Faremoutiers. Si pensa che il collegamento fra i discepoli di Colombano (che influenzarono molto i cristiani della Borgogna settentrionale) e Felice aiuti a spiegare come la dinastia dei Wuffinga abbia posto i suoi legami con Faramoutiers.
Higham propone varie possibili località ove Felix potrebbe essere nato, fra le quali Luxeuil, Châlons o la zona nei dintorni di Autun. Altri storici vedono un collegamento fra Felice e Dagoberto I, che aveva contatti sia con il re dell'Anglia orientale Sigeberht che con Amandus, un discepolo di Colombano.
McLure e Collins osservano che un vescovo di nome Felice diresse la diocesi di Châlons nel 626 o 627. Essi suggeriscono la possibilità che Felice fosse divenuto un profugo politico a causa della perdita della sua sede vescovile di Châlons dopo la morte di Clotario II nel 629.

### L'arrivo nell'Anglia orientale
Felice viene citato nella Cronaca anglosassone (Anglo-Saxon Chronicle), una raccolta di annali che venne redatta nel tardo IX secolo. L'annale del 633, nel Manoscritto A della Cronaca, dice che Felice «...predicò la fede in Cristo all'Anglia orientale».
Un'altra versione della Cronaca, il Manoscritto F, redatto nell'XI secolo, sia in inglese antico che in latino, chiosa sulla breve affermazione dell'annale del Manoscritto A: «Qui giunse dalla regione della Borgogna un vescovo chiamato Felice, che predicò la fede al popolo dell'Anglia orientale: chiamato qui dal re Sigeberht, egli ricevette una diocesi a Dommoc, nella quale egli rimase diciassette anni».
Il Venerabile Beda scrive come gli sforzi del re Sigeberht dell'Anglia orientale «...erano nobilmente promossi da Felice che, venendo ad Onorio arcivescovo dalla Borgogna, ov'era nato ed era stato ordinato, ed avendogli detto ciò che egli desiderava, fu inviato da lui a predicare la Parola della vita alle suddette popolazioni dell'Anglia».
Fonti successive tendono a differire dalla versione degli eventi descritta da Beda e dalla Anglo-Saxon Chronicle. Il Liber Eliensis, una cronaca e storia inglese scritta presso l'Abbazia di Ely nel XII secolo, dice che Felice giunse con Sigeberht dalla Francia e quindi fu nominato vescovo dell'Anglia orientale. Secondo un'altra versione della storia, Felice viaggiò dalla Gallia e raggiunse il villaggio di Babingley attraverso l'omonimo fiume. Quindi si recò a Canterbury, ove fu consacrato vescovo verso il 630/631 dall'arcivescovo di Canterbury, Onorio.
Pare che l'arrivo di Felice nell'Anglia orientale sia coinciso con il periodo del nuovo ordine stabilito da re Sigeberht, che era seguito all'assassinio di Eorpvaldo ed ai tre anni di apostasia immediatamente successivi. Sigeberht era diventato un devoto cristiano prima di rientrare dall'esilio in Francia per diventare re, il che pare sia stato decisivo nel condurre con sé Felice. Peter Hunter contesta l'affermazione da parte di fonti medievali che parlano di un viaggio dalla Francia all'Inghilterra compiuto insieme da Felice e Sigeberht e a suo modo di vedere, da quanto scritto nella Historia ecclesiastica gentis Anglorum di Beda il Venerabile si deve dedurre che Felice fosse venuto in Inghilterra dalla Francia su richiesta di sant'Onorio.

### Vescovo dell'Anglia orientale
Poco dopo il suo arrivo alla corte di Sigeberht, Felice stabilì la sua sede episcopale a Dommoc, ritenuta comunemente Dunwich, sulla costa del Suffolk. Dunwich da allora è stata quasi totalmente distrutta dalla erosione marina della costa. Altri storici propongono un sito alternativo per la sede di Felice, Walton, anch'esso comune costiero del Suffolk, vicino a Felixstowe, antica fortezza romana. Una chiesa ed un priorato gli furono dedicati nel 1105 da Roger Bigod, primo conte di Norfolk.
Beda dice che Felice fondò una scuola «... dove i ragazzi imparavano le lettere...» per fornire a Sigeberht gli insegnanti. Non vi sono indicazioni evidenti che la scuola di Felice fosse a Soham, come sostenuto da fonti successive. Il testo di Beda non dice chiaramente quale fosse la provenienza degli insegnanti alla scuola di Felice, che potevano provenire dal Kent stesso o meno.
Nel Liber Eliensis si dice che egli avesse anche fondato l'abbazia di Soham, nel Cambridgeshire, e una chiesa a Reedham, nella contea di Norfolk.
Durante i suoi anni di vescovado la Chiesa dell'Anglia orientale divenne ancor più forte allorché Furseo giunse dall'Irlanda e fondò un monastero a Cnobheresburg, posto probabilmente a Burgh Castle nel Norfolk.
Felice morì nel 647 o nel 648, dopo essere stato vescovo per diciassette anni.

## Culto

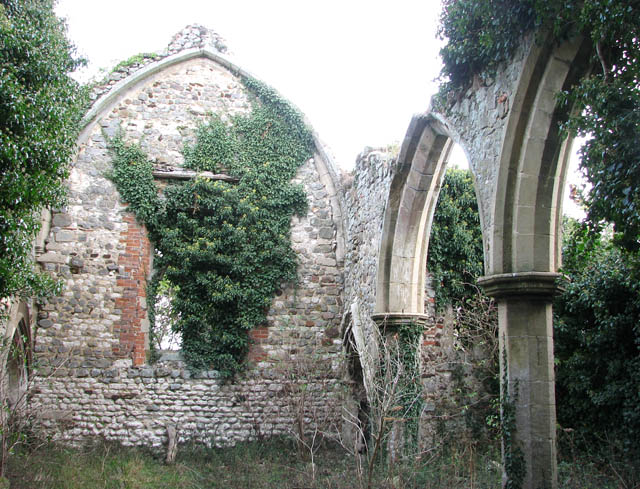
Le rovine di San Felice a Babingley. Questa era una delle tre chiese nell'Anglia orientale dedicate al santo.

Dopo la sua morte, che si verificò probabilmente durante il regno di Anna dell'Anglia orientale, gli successe Thomas, che fu il secondo vescovo dell'Anglia orientale e che condusse la diocesi per cinque anni. La salma di Felice venne inumata a Dommoc, ma, secondo lo storico inglese Guglielmo di Malmesbury, i suoi resti furono successivamente traslati a Soham. La teca che li conteneva fu violata dai vichinghi quando la chiesa venne distrutta. Qualche tempo dopo il corpo del santo fu cercato, ritrovato e sepolto presso l'Abbazia di Ramsey.
L'Abbazia di Ramsey era famosa per il suo entusiasmo nel collezionare reliquie di santi e nell'apparente tentativo di superare i suoi rivali dell'Abbazia di Ely i monaci di Ramsey fuggirono remando sulla loro barca attraverso le folte nebbie di Fenland, portando con loro i preziosi resti del vescovo.
San Felice di Borgogna viene celebrato l'8 marzo.
Ci sono sei chiese dedicate a san Felice e site nel North Yorkshire e nell'Anglia orientale. Secondo la medievale "Raccolta delle Consuetudini" di Bury St Edmunds, nota come Liber Albus, Felice avrebbe visitato Babingley, nel nord-ovest del Norfolk, e «maden (...) the halige kirke» (Costruita la santa chiesa).
I nomi del comune di Felixkirk, nello Yorkshire, e quello della città di Felixstowe, potrebbero essere derivati da quello del santo, anche se per Felixtowe è stato suggerito un etimo diverso: stow of Filica.

## Genealogia episcopale
La genealogia episcopale è:
- Arcivescovo Virgilio di Arles
- Arcivescovo Agostino di Canterbury
- Arcivescovo Giusto di Canterbury
- Vescovo Paolino di York
- Arcivescovo Onorio di Canterbury
- Vescovo Felice di Dunwich

## Fiction
- (EN)  Arthur Gray, E. G. Swain,  Ancient Haunts: The Stoneground Ghost Tales / Tedious Brief Tales of Granta, cap. The Palladium, Landisville, Coachwhip Publications, 2010. ISBN 1-61646-005-9. pp. 198–205.